# John Deacon
John Richard Deacon, född 19 augusti 1951 i Leicester, är en brittisk låtskrivare och musiker. Deacon blev känd som basisten i rockbandet Queen.
Deacon växte upp i Oadby, en knapp mil från Leicester, och sparade som tidningsbud ihop till sin första gitarr. När han var med och startade bandet The Opposition 1965 spelade han först gitarr. Det första riktiga publikframträdandet hade gruppen i december samma år. Men eftersom basisten i bandet inte dög åt de andra medlemmarna, tog Deacon över och visade tidigt prov på stora musikaliska talanger. Han var duktig i skolan och lämnade Beauchamp Grammar School med 8 ”O-levels” och 3 ”A-levels”. Han spelade sin sista konsert med bandet (som då hette The Art) i augusti 1969 då han kommit in på Chelsea College.
När Queen annonserade efter en basist 1971 provspelade Deacon och fick platsen. Han skrev bland annat bandets stora hitar "Another One Bites the Dust", "You're My Best Friend" och "I Want to Break Free". "Another One Bites the Dust" är bandets bäst säljande singel – bara i USA har den sålt i över 4 miljoner exemplar, vilket endast ett tjugotal låtar gjort sedan Recording Industry Association of America började föra statistik 1958.
John Deacon har även gjort bassolon till låten "Liar" på första albumet, "Dragon Attack" och "Rain Must Fall". Deacon lämnade Queen kort efter att gruppen spelat in "No-One but You (Only the Good Die Young)" 1997.
Han har sex barn tillsammans med sin fru Veronica Tetzlaff, hans flickvän från college som han gifte sig med den 18 januari 1975. Till henne skrev han "You're My Best Friend" som gavs ut på albumet A Night at the Opera. Deacon lever ett tillbakadraget liv, bland annat som affärsman, och dyker sällan upp i offentligheten. Trots att han har dragit sig tillbaka stödjer han de Queenprojekt som Brian May och Roger Taylor driver.